# سفارت رومانی در لندن
سفارت رومانی در لندن (به انگلیسی: Embassy of Romania) یک سفارت در بریتانیا است که در کنزینگتون جنوبی واقع شده‌است.